# Tunnel van Elsaute
De tunnel van Elsaute is een spoortunnel in de gemeente Thimister-Clermont. De tunnel heeft een lengte van 225 meter. De dubbelsporige HSL 3 gaat door de tunnel.
De tunnel werd aangelegd volgens het cut & cover-principe om de hogesnelheidslijn maximaal te integreren in het landschap en de hoogteverschillen op de lijn beperkt te houden.
Boven de tunnel ligt een rotonde in de afrit 37bis Thimister-Clermont van de E40-A3.